# (13787) Nagaishi
(13787) Nagaishi est un astéroïde de la ceinture principale.

## Description
(13787) Nagaishi est un astéroïde de la ceinture principale. Il fut découvert le 26 octobre 1998 à Nanyo par Tomimaru Okuni. Il présente une orbite caractérisée par un demi-grand axe de 3,20 UA, une excentricité de 0,13 et une inclinaison de 2,1° par rapport à l'écliptique.

## Compléments